# مارشال فرانسه
مارشال فرانسه (به فرانسوی: Maréchal de France), جمع (به فرانسوی: Maréchaux de France) به جای این که یک درجه نظامی باشد، یک امتیاز نظامی فرانسوی است، که برای دستاوردهای استثنایی به
ژنرال‌ها اعطا می‌شود. این عنوان از سال ۱۱۸۵ اعطا شده است، اگرچه برای مدت کوتاهی در طی سالهای (۱۷۹۳–۱۸۰۴) لغو و برای یک دوره در طی سالهای (۱۸۷۰–۱۹۱۶) غیرفعال شد. این عنوان برای امرای ارتش در خدمت تاج و تحت پادشاهی فرانسه در طی رژیم باستان و دوران بازگشت دودمان بوربون، و یکی از بزرگان امپراتوری در طی دوران امپراتوری اول فرانسه (زمانی که این عنوان مارشال امپراتوری بود و نه مارشال فرانسه) بود.
یک مارشال فرانسه دارای ی سردوشی‌های هفت ستاره است، همچنین یک چوبدست مارشالی دریافت می‌کند - یک استوانه آبی مُنَقش به ستاره‌ها، که قبلاً در دوران سلطنت دارای نقش گل‌های زنبق و نقش عقاب‌ها در امپراتوری اول فرانسه بود. چوبدست مارشالی دارای نوشته‌ای به زبان لاتین است که در آن نوشته شده Terror belli, decus pacis که به معنای «ترسناک در جنگ، زینت در صلح» است.
.

## امپراتوری اول

چوبدست یک مارشال در طول امپراتوری اول فرانسه

### ناپلئون اول، ۱۸۰۴–۱۸۱۴, ۱۸۱۵
ناپلئون در طول سلطنت خود، در مجموع عنوان مارشال فرانسه را به بیست و شش افسر اعطا نمود:

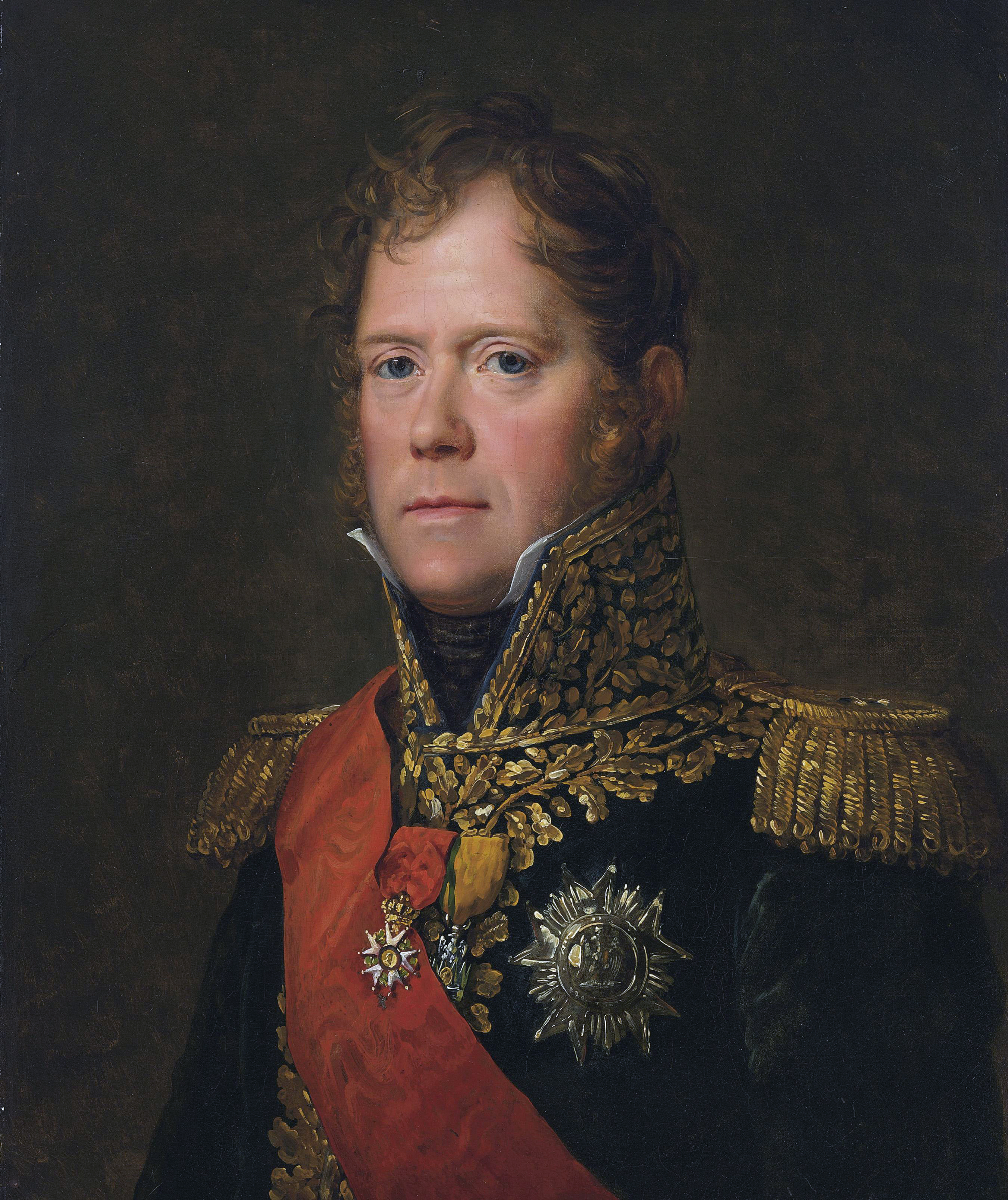
میشل نی، که چوبدست مارشالی خود را در تاریخ ۱۹ می ۱۸۰۴ در یافت نمود.

- لوئی-الکساندر برتیه، شاهزاده نوشاتل، واگرام، دوک والانگین (۱۷۵۳–۱۸۱۵)، مارشال امپراتوری در سال ۱۸۰۴
- ژواکیم مورا، شاهزاده امپراتوری، دوک اعظم برگ، پادشاه ناپل (۱۷۶۷–۱۸۱۵)، مارشال امپراتوری در سال ۱۸۰۴
- بون-آدرین ژانوت دی مونسی، دوک کونلیانو (۱۷۵۴–۱۸۴۲) مارشال امپراتوری در سال ۱۸۰۴
- ژان-باپتیست جوردان، کنت امپراتوری (۱۷۶۲–۱۸۳۳), مارشال امپراتوری در سال ۱۸۰۴
- آندره ماسنا، دوک ریولی، شاهزاده اسلینگ (۱۷۵۸–۱۸۱۷)، مارشال امپراتوری در سال ۱۸۰۴
- پی‌یر آگریو، دوک کاستیلیونه (۱۷۵۷–۱۸۱۶)، مارشال امپراتوری در سال ۱۸۰۴
- ژان باپتیست ژول برنادوت (۱۷۶۳–۱۸۴۴), شاهزاده پونتکوروو، پادشاه سوئد و نروژ با نام کارل چهاردهم یوهان (۱۸۱۸–۱۸۴۴)، مارشال امپراتوری در سال ۱۸۰۴
- گویلام-ماری-آن برونه، کنت امپراتوری (۱۷۶۳–۱۸۱۵), مارشال امپراتوری در سال ۱۸۰۴
- نیکولاس ژان-دی-دیو سول، دوک دالماتی (۱۷۶۹–۱۸۵۱), مارشال امپراتوری در سال ۱۸۰۴، مارشال ژنرال فرانسه در ۱۸۴۷
- ژان لان، دوک مونته‌بلو (۱۷۶۹–۱۸۰۹)، مارشال امپراتوری در سال ۱۸۰۴ †
- ادوارد مورتیه دوک ترویزو (۱۷۶۸–۱۸۳۵)، مارشال امپراتوری در سال ۱۸۰۴
- میشل نی، دوک الشینگن، شاهزاده مسکو (۱۷۶۹–۱۸۱۵)، مارشال امپراتوری در سال ۱۸۰۴
- لوئی-نیکولا داوو، دوک اورشتدت، شاهزاده اگموول (۱۷۷۰–۱۸۲۳)، مارشال امپراتوری در سال ۱۸۰۴
- ژان-باپتیست بسیرز، دوک ایستریا (۱۷۶۸–۱۸۱۳)، مارشال امپراتوری در سال ۱۸۰۴ †
- فرانسیس کریستف دی کلرمان، دوک والمی (۱۷۳۷–۱۸۲۰)، مارشال امپراتوری در سال ۱۸۰۴(افتخاری)
- فرانسوا ژوزف لوفور، دوک دانزیگ (۱۷۵۵–۱۸۲۰)، مارشال امپراتوری در سال ۱۸۰۴(افتخاری)
- کاترین-دومینیک دو پرینیون، مارکی گرانده، (۱۷۵۴–۱۸۱۸)، مارشال امپراتوری در سال ۱۸۰۴(افتخاری)
- ژان-متیو-فیلیبرت سروریر، کنت امپراتوری (۱۷۴۲–۱۸۱۹)، مارشال امپراتوری در سال ۱۸۰۴(افتخاری)
- کلوده ویکتور-پرین، دوک بلونو (۱۷۶۴–۱۸۴۱)، مارشال امپراتوری در سال ۱۸۰۷
- ژاک مک‌دونالد، دوک تارانتو (۱۷۶۵–۱۸۴۰)، مارشال امپراتوری در سال ۱۸۰۹
- نیکولاس اودینو، دوک رجو (۱۷۶۷–۱۸۴۷)، مارشال امپراتوری در سال ۱۸۰۹
- آگوست دی مارمونت، دوک رگوسا (۱۷۷۴–۱۸۵۲)، مارشال امپراتوری در سال ۱۸۰۹
- لوئی گابریل سوشه، دوک آلبوفرا (۱۷۷۰–۱۸۲۶)، مارشال امپراتوری در سال ۱۸۱۱
- لورنت دی گویون سنت-سیر، مارکی گویون سنت-سیر (۱۷۶۴–۱۸۳۰)، مارشال امپراتوری در سال ۱۸۱۲
- یوزف پونیاتوفسکی، شاهزاده لهستانی پونیاتوفسکی(۱۷۶۳–۱۸۱۳)، مارشال امپراتوری در سال ۱۸۱۳ †
- امانوئل دی گروشی، مارکی گروشی (۱۷۶۶–۱۸۴۷)، مارشال امپراتوری در سال ۱۸۰۴

نام نوزده تن از این مارشال‌ها در نام گذاری بلوارهایی که پاریس را احاطه کرده‌اند، استفاده شده‌اند که به بلوارهای مارشالها (فرانسوی: Bulevards des Maréchaux‎) شناخته می‌شوند. سه مارشال دیگر با یک خیابان در جای دیگر شهر مفتخر شده‌اند. چهار مارشال از داشتن یادبود محروم شده‌اند که عبارتند از: برنادوت و مارمونت، هر دو از خائنین به فرانسه محسوب می‌شوند. پرینیون، زیرا توسط ناپلئون در سال ۱۸۱۵ از این درجه خلع شده و گروشی، که مسئول شکست در جنگ واترلو در نظر گرفته می‌شوند.

## جمهوری سوم

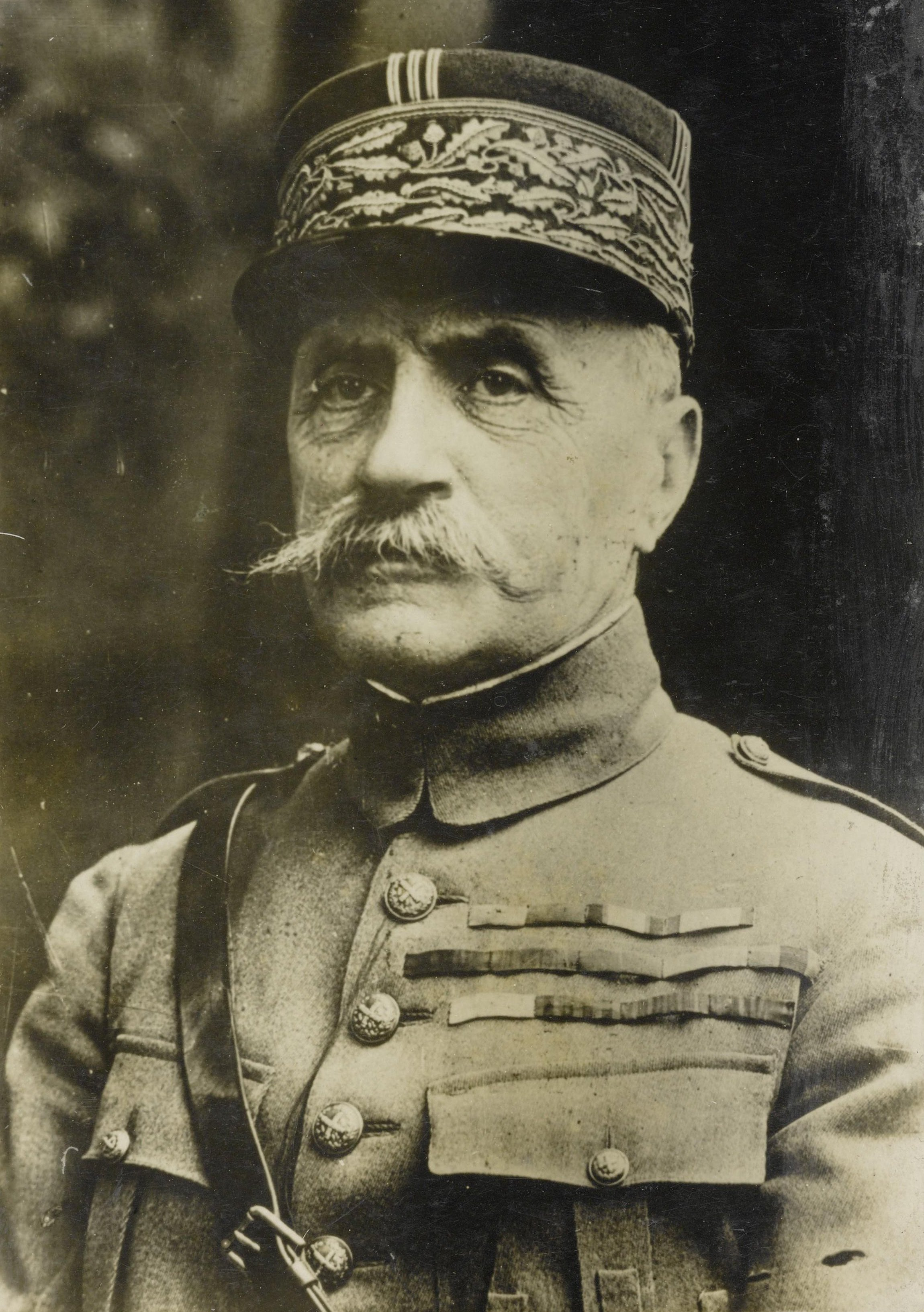
فردیناند فوش

### ریمون پوانکاره، ۱۹۱۳–۱۹۲۰
- ٰژورف ژوفر (۱۸۵۲–۱۹۳۱)، مارشال فرانسه در سال ۹۱۱۶
- فردیناند فوش (۱۸۵۱–۱۹۲۹)، مارشال فرانسه در سال ۹۱۱۸
- فیلیپ پتن (۱۸۵۶–۱۹۵۱)، مارشال فرانسه در سال ۹۱۱۸

## جمهوری پنجم

### فرانسوا میتران، ۱۹۸۱–۱۹۹۵
- ماری-پی‌یر کونیگ (۱۸۹۸–۱۹۷۰)، مارشال فرانسه در سال ۱۹۸۴ (پس از مرگ)